# Молчание (фильм, 2016)
«Молчание» (англ. Silence) — кинофильм режиссёра Мартина Скорсезе. Сценарий написан Джеем Коксом и Мартином Скорсезе и основан на одноимённом романе Сюсаку Эндо. Премьера фильма состоялась 23 декабря 2016 года, в России — 26 января 2017 года. Фильм получил в основном положительные отзывы критиков, но провалился в прокате.

## Сюжет
Фильм начинается с пролога, в котором опытный португальский иезуитский священник Криштован Феррейра становится свидетелем пыток японских новообращённых, которым он пытался донести христианскую веру. Священник беспомощен в присутствии японских властей, применяющих пытки, и никак не может ни облегчить страдания обращённых, ни укрепить их в вере.
Несколько лет спустя в иезуитском колледже Святого Павла в Макао итальянский священник Алессандро Вальиньяно получил известие о том, что в Японии отрёкся от веры после пыток сам Феррейра. Не веря этому, ученики Феррейры, молодые иезуитские священники Себастьян Родригес (Эндрю Гарфилд) и Франсиско Гарупе (Адам Драйвер), отправляются на его поиски. Их соглашается сопровождать сбежавший из Японии пьяница-рыбак Китидзиро. Позже иезуиты узнают, что после того как вся семья его была убита, он тайно отрёкся от христианства.
Прибыв в Японию и остановившись в прибрежной деревне Томоги, удивлённые иезуиты обнаруживают, что местное христианское население по-прежнему тайно исповедует католическую веру, но живёт в постоянном страхе перед местным губернатором Иноуэ Масасигэ, которого называет «Инквизитором». Затем оба священника приходят в ужас при виде как японские чиновники, разыскивающие тайных христиан, привязывают нескольких жителей деревни к деревянным крестам на берегу океана, где те в конечном итоге тонут. После этого тела осуждённых кремируют на погребальном костре, очевидно, для того, чтобы утопленников не могли похоронить по христианским обычаям.
Гарупе отправляется на остров Хирадо, полагая, что присутствие священников заставляет сёгуна терроризировать деревню. Родригес отправляется на остров Гото, последнее место, где жил Феррейра, и находит его разрушенное жилище. Блуждая по Гото, он всё сильнее предаётся отчаянию. Повстречавшийся ему Китидзиро выдаёт его местным властям. Выступающий в качестве переводчика пожилой самурай сообщает Родригесу, что если он не откажется от своей веры, пострадают другие схваченные христиане.
Родригеса отправляют в Нагасаки, где он находится в заключении со многими новообращёнными. На суде ему говорят, что отныне католическая вера в Японии запрещена. Родригес требует встречи с «Инквизитором», но, как оказывается, сидящий перед ним пожилой глава суда и есть грозный Масасигэ. Родригес возвращается в тюрьму, где вскорости оказывается и Китидзиро. Он оправдывается перед Родригесом, сообщая, что по-прежнему верует, а предал его исключительно из страха перед чиновниками. На исповеди он просит Родригеса простить ему грехи, и, после неохотного согласия последнего, получает освобождение в обмен на публичное попирание имитации христианских символов фуми-э. Родригеса приводят под охраной на берег, где он встречает истощённого Гарупе и четырёх других заключённых, которых отвозят в море и выбрасывают из лодки по одному, чтобы заставить того отречься от веры. Гарупе не соглашается, после чего Родригес видит, как он бросается в воду, отчаянно пытаясь спасти последнего тонущего, но уходит вместе с ним под воду…
Спустя некоторое время Родригесу позволяют встретиться с постаревшим Феррейрой, который рассказывает, что отрёкся от веры после пыток, заявив, что после 15 лет пребывания в Японии убедился в ненужности и бесполезности в ней христианства. Родригес отказывается верить, но следующей ночью в своей камере слышит, как подвергают пыткам ещё пятерых христиан. Во время новой встречи Феррейра говорит ему, что и они отказались от веры, и теперь очередь лишь за ним. Терзаемый сомнениями Родригес задаётся вопросом, имеет ли смысл упорствовать, осознавая, что отречение положит конец страданиям остальных. Когда Родригеса подводят к фуми-э, он слышит внутренний голос, разрешающий наступить на него, принимая его за голос самого Христа.
Спустя несколько лет, уже после смерти Феррейры, Китидзиро просит Родригеса снова отпустить ему грехи, но Родригес отказывается, заявляя, что он больше не священник. Позже у Китидзиро находят мешочек с христианским амулетом и, несмотря на все его оправдания, уводят навсегда. Много лет спустя окончательно сломленный внешне и перенявший чужие обычаи Родригес умирает. Его тело помещают в большую круглую деревянную бочку и кремируют. Но в руке у него лежит то самое крошечное деревянное распятие, которое он получил, впервые приехав в Японию…

## Производство
В мае 2013 года стало известно, что Эндрю Гарфилд и Кэн Ватанабэ должны сыграть в фильме. В январе 2015 года Таданобу Асано занял место Ватанабэ.
Съёмки фильма начались 30 января 2015 года на Тайване и закончились в мае.
Первый трейлер вышел 23 ноября 2016 года — за месяц до премьеры.

## Восприятие
Фильм получил в основном положительные отзывы. На сайте Metacritic фильм имеет оценку 79 баллов из 100 на основе 48 рецензий, что соответствует статусу «в основном положительные рецензии».

## В ролях
- Эндрю Гарфилд — Себастьян Родригес
- Адам Драйвер — Франсиско Гарупе
- Синъя Цукамото — Мокити
- Лиам Нисон — Криштован Феррейра
- Таданобу Асано — переводчик
- Киаран Хайндс — Алессандро Валиньяно
- Иссэй Огата — Иноуэ Масасигэ
- Ёси Оида — Итидзё
- Ёсукэ Кубодзукэ — Китидзиро
- Нана Комацу — Моника (Хару)

## Награды и номинации
- 2016 — премия Национального совета кинокритиков США за лучший адаптированный сценарий (Джей Кокс, Мартин Скорсезе), а также попадание в десятку лучших фильмов года.
- 2017 — номинация на премию «Оскар» за лучшую операторскую работу (Родриго Прието).
- 2017 — лучший фильм года по версии Американского института киноискусства.
- 2017 — премия Лондонского кружка кинокритиков в категории «лучший британский/ирландский актёр года» (Эндрю Гарфилд).